# نادین فائوستین-پارکر
نادین فائوستین-پارکر (انگلیسی: Nadine Faustin-Parker؛ زادهٔ ۱۴ آوریل ۱۹۷۶) ورزشکار دو و میدانی زن در رشته دو با مانع اهل هائیتی است؛ که در مجموع در بازی‌های آمریکای مرکزی و کارائیب برندهٔ ۱ مدال برنز شده‌است. وی به نمایندگی از هائیتی در سه المپیک ۲۰۰۰, ۲۰۰۴, ۲۰۰۸ حضور داشت.

## دستارودها
| سال                   | مسابقه                          | محل برگزاری              | مقام                  | رویداد                | توضیحات                 |
| به نمایندگی از هائیتی | به نمایندگی از هائیتی           | به نمایندگی از هائیتی    | به نمایندگی از هائیتی | به نمایندگی از هائیتی | به نمایندگی از هائیتی   |
| --------------------- | ------------------------------- | ------------------------ | --------------------- | --------------------- | ----------------------- |
| ۲۰۰۲                  | بازی‌های آمریکای مرکزی و کارائیب | سان سالوادور، السالوادور | ۸ام                   | ۱۰۰ کرت               | ۱۲٫۳۸ w (wind: 2.3 m/s) |
| ۲۰۰۲                  | بازی‌های آمریکای مرکزی و کارائیب | سان سالوادور، السالوادور | ۳ام                   | ۱۰۰ متر با مانع       | ۱۳٫۸۴ (wind: 1.1 m/s)   |